# Drepanaspis
Drepanaspis (uit het Grieks: δρεπάνη drepánē 'sikkel' en Grieks: ἀσπίς aspís 'schild') is een geslacht van uitgestorven kaakloze vissen uit de vroege zeelagen uit het Vroeg-Devoon van Europa. Drepanaspis gemuendenensis van de Hunsrück Lagerstätte is de bekendste en meest grondig bestudeerde soort, zoals bekend is van verschillende gearticuleerde exemplaren. Van de typesoort Drepanaspis gemuendenensis, uit het Vroeg-Devoon, zijn de volledigste resten bekend.

## Kenmerken
Drepanaspis was een bodembewoner. Dit zwaargepantserde dier was uitgerust met een naar boven gerichte, brede bek voor het opscheppen van sediment en modder op de zeebodem om de zich daarin bevindende zeediertjes te bemachtigen. De voorzijde van het lichaam was plat en breed, en de ogen stonden ver uiteen. De bovenzijde van zijn rug en staart was bezet met naar achteren gerichte stekels.
Deze koekenpanvormige vis kan de voorouder zijn geweest van de gigantische, meterslange en metersbrede psammosteïde Heterostraci van het Laat-Devoon.

## Vondsten
Fossielen werden gevonden in Duitsland.